# Quota di riserva
Nel diritto civile, si intende per quota di riserva la quota di eredità che la legge riserva al coniuge della  persona della cui successione si tratta, ai figli legittimi e ai figli naturali, nonché, in assenza dei figli, agli ascendenti legittimi.
Ciò che resta dell'eredità, detratta la quota di riserva, è la quota disponibile che rappresenta la quota parte di eredità che chi  fa testamento può disporre a suo piacimento senza ledere i diritti dei legittimari.

## Quote di riserva
I legittimari non hanno diritto alla medesima quota ereditaria. La legge distingue a seconda si tratti dei figli, del coniuge o degli ascendenti. In particolare occorre distinguere:
- Se il testatore lascia un solo figlio a questi spetterà la metà del patrimonio ereditario
- Se il testatore lascia più di un figlio, ad essi spetterà una quota pari a due terzi dell'eredità.
- Se il testatore non lascia figli ma solo ascendenti legittimi, a favore di questi è riservato un terzo del patrimonio.
- Se il testatore lascia il solo coniuge, a questo è invece riservata la metà del patrimonio ereditario.

## Concorso di legittimari
Anche qui occorre distinguere:
- se oltre al coniuge il defunto lascia un figlio, a questi spetterà un terzo del patrimonio, al coniuge un altro terzo.
- se oltre al coniuge vi sono due o più figli, al coniuge spetterà un quarto del patrimonio, ai figli la metà; se il coniuge concorre con gli ascendenti (non essendovi figli), ad esso viene riservato la metà del patrimonio, agli ascendenti spetterà un quarto.

## Violazione della quota di riserva
Nel caso in cui chi fa testamento violi la quota di riserva utilizzando a suo piacimento più di quanto rientri nella quota disponibile, gli eredi legittimari possono esercitare l'azione di riduzione.